# Federico Sboarina
Federico Sboarina (Verona, 10 gennaio 1971) è un politico italiano, sindaco di Verona dal 2017 al 2022.

## Biografia
È figlio di un cugino di Gabriele Sboarina, anch'egli sindaco di Verona (negli anni '80).
Laureato in giurisprudenza presso l'Università di Trento, è stato presidente della sezione veronese dell'Associazione Italiana Sclerosi Multipla per due mandati. Dal 2003 al 2007 è stato segretario dell’associazione forense Gif (Gruppo di Iniziativa Forense).

### Carriera politica
Nel 2002 è stato eletto per la prima volta in consiglio comunale a Verona nella lista di Alleanza Nazionale, venendo confermato nel 2007. Dal 2007 al 2012 è stato assessore del Comune di Verona con delega all'ecologia e all'ambiente, sport e tempo libero. Nel 2012 si è ricandidato alle elezioni amministrative per il consiglio comunale, nella lista del Popolo della Libertà, senza però risultare eletto.
Nel 2014 dà vita all'associazione Battiti per Verona, di cui è socio fondatore insieme agli allora forzisti Stefano Bertacco, Daniele Polato e Marco Padovani.

#### Sindaco di Verona
Alle elezioni amministrative del 2017 è stato il candidato sindaco della coalizione di centro-destra (Forza Italia, Lega Nord, Fratelli d'Italia - Alleanza Nazionale, Partito Pensionati e le liste civiche Sboarina Battiti - VR Domani, Verona Più Sicura e Indipendenza Veneto). Al primo turno ha ottenuto 33.597 preferenze, pari al 29,26% dei voti, accedendo così al ballottaggio del 25 giugno 2017, dove, raccogliendo 46.962 voti, pari al 58,11%, ha sconfitto la senatrice Patrizia Bisinella sostenuta da una coalizione formata da Fare! e dalle liste civiche Lista Tosi, Lista Bisinella Ama Verona, Verona Si Muove, Pensionati Veneti, Csu Veneta - Movimento Nuova Repubblica e La Voce della Gente.
Il 15 giugno 2021 decide di aderire a Fratelli d'Italia, partito politico guidato da Giorgia Meloni.
Volendo tentare la riconferma, si ricandida alle elezioni amministrative del 12 giugno 2022 sostenuto da Fratelli d'Italia, Lega, Coraggio Italia, Noi con l'Italia e alcune liste civiche. Al primo turno  mette insieme il 32% e si piazza 3 punti percentuali dietro a Damiano Tommasi del centro-sinistra, complice anche la candidatura di Flavio Tosi con l'appoggio di Forza Italia e diverse civiche. Al ballottaggio, tenutosi il successivo 26 giugno, non avendo ottenuto l'appoggio di Tosi, con il 46% viene sconfitto dallo stesso Tommasi che arriva al 53%.

#### Attività successive
Nel febbraio del 2023 entra nello staff del Ministro dello Sport Andrea Abodi in qualità di consulente esperto nel rapporto con gli enti locali.

### Altre vicende
Il 3 giugno 2021, durante una seduta del consiglio comunale, ha insultato il settimanale L'Espresso, da lui definito come «spazzatura giornalistica» per un articolo pubblicato che lo riguardava. L'articolo trattava dell'acquisto anomalo di un appartamento, per la metà del valore di mercato, compiuto dallo stesso Sboarina tra il 2016 e il 2017, prima della sua elezione a sindaco. Sono seguite ulteriori polemiche dopo un atto vandalico subito da un giornalista dell’Espresso residente in città, autore dell'inchiesta sulla controversa operazione immobiliare ed anche di articoli sui movimenti neofascisti locali.